# Södra Klagshamn
Södra Klagshamn è un'area urbana della Svezia situata nel comune di Malmö, contea di Scania.
La popolazione rilevata nel censimento 2010 era di 1 367 abitanti .